# Dál nAraidi
Dál nAraidi ou Dál Araide (gaélique daːl ˈnaraðʲə, c'est-à-dire: part d'Araide); parfois latinisé en Dalaradia ou anglicisé en Dalaray) est un royaume Cruithnes (en irlandais Cruithni) ou peut-être une confédération de tribus Cruthines , du Nord-Est de l'Irlande pendant le Moyen Âge. 
Il est une patrie du royaume provincial d'Ulaid, et ses souverains luttent contre ceux du  Dál Fiatach pour la suzeraineté de la  province. Lors de sa plus grande expansion les frontières du Dál nAraidi correspondaient à peu près à celle de Comté d'Antrim, et ressemblaient à celles des Robogdii de la Géographie de Claude Ptolémée , une région partagée avec le  Dál Riata. Leurs capitale était établie à Ráth Mór dans les environs d'Antrim et leur fondateur éponyme était Fiachu Araide.

## Situation
Ce royaume était centré sur les rives nord du Lough Neagh, dans le sud du comté d'Antrim et au nord du comté de Down. Dál nAraidi était le second royaume d'Ulster, et, pendant des siècles, ses rois se battirent contre le Dál Fiatach pour la royauté suprême. Il paraît douteux que le royaume de Dál nAraidi existât vraiment avant le VIIIe siècle, sinon sous la forme d'une vague confédération de petits royaumes, bien après que les rois des Cruithnes eurent cessé d'avoir tout contrôle sur la royauté suprême d'Ulster.
Selon les généalogies médiévales, l'ancêtre de la dynastie serait Cóelbad qui fut brièvement Ard ri Érenn. Parmi les plus importants rois de Dál nAraidi qui réussirent à s'imposer comme roi d'Ulaid, la plupart d'entre eux étant antérieurs à la formation du royaume, on trouve :
- Áed Dub mac Suibni (mort vers 588)
- Fiachnae Lurgan mac Báetáin (mort en 626)
- Congal Clóen (mort à la bataille de Mag Rath, vers 637)
- Cú Chuarán mac Dúngail Eilni (mort en 708)
- Tommaltach mac Indrechtaig (mort en 790)
- Lethlobar mac Loingsig (mort en 873)